# Punctuated equilibrium (biologie)

Schematische weergave van het verschil tussen de ideeën van fyletisch gradualisme (links) en punctuated equilibrium (rechts).

Punctuated equilibrium (Engels voor: "onderbroken evenwicht") is een ondertheorie van de evolutietheorie die een beschrijving geeft van het verschijnsel dat er plotselinge sprongetjes optreden in evolutionaire lijnen van fossiele soorten, zoals we die kunnen volgen in de opeenvolgende geologische lagen. Er bestaat geen vaste Nederlandse vertaling van dit begrip, hoewel de aanduiding 'onderbroken evenwicht' weleens wordt gebruikt, en de term 'punctualisme' voor de wetenschappelijke stroming die het omvat. De theorie is in de jaren ´70 geformuleerd door de Amerikaanse paleontologen Niles Eldredge en Stephen Jay Gould.

## Korte beschrijving
Het idee achter punctuated equilibrium is dat soorten gedurende lange tijd niet of nauwelijks veranderen (een evenwicht of equilibrium), en dan gedurende korte tijd (bijvoorbeeld enkele duizenden tot honderdduizenden jaren) relatief sterk veranderen (een onderbreking of punctuation). De theorie voorspelt dat overgangen tussen soorten zeer zeldzaam zijn. Het heeft niets te maken met fossiele overgangsvormen tussen grotere categorieën organismen, maar alleen met de evolutie binnen soorten of geslachten. Op hogere niveaus zijn er ook volgens het punctualisme tussenvormen. 
De tegenhanger van punctualisme is fyletisch gradualisme, dat zegt dat soorten voortdurend, doch zeer langzaam, veranderen. Er heeft paleontologisch onderzoek plaatsgevonden waarin de beide hypothesen getoetst zijn. Van beide modellen zijn voorbeelden gevonden.
Een interessant aspect van punctualisme is dat de natuurlijke selectie die in de klassieke evolutietheorie als het ware als de motor van de evolutie fungeert, hier eerder als een rem gezien wordt. Zolang de omgeving niet verandert, zo redeneert het punctualisme, zorgt de selectie ervoor dat soorten niet veranderen. Zodra er echter een grote ecologische verandering plaatsvindt (bijvoorbeeld een ramp op zeer grote schaal) is de rem los en kunnen soorten in vrij korte tijd sterk veranderen, omdat mutaties niet meer onmiddellijk uitgewied worden. Daarna volgt een periode van stabilisatie waarin de rem op verandering weer in werking treedt.